# Круп (медицина)
Вижте пояснителната страница за други значения на Круп.
Круп (или ларинготрахеобронхит) е респираторна инфекция, която се причинява от вирусна инфекция на горните дихателни пътища. Инфекцията води до възпаление в гърлото. Възпалението пречи на нормалното дишане. Симптомите на круп са „лаеща“ кашлица, хриптене (висок свистящ звук) и предразняване. Симптомите на круп могат да бъдат леки, умерени или тежки и често се влошават през нощта. Заболяването може да се лекува с еднократна перорална доза стероиди. Понякога при по-тежки случаи се използва епинефрин. Рядко се налага хоспитализация.
Диагноза на круп се поставя въз основа на признаци и симптоми, след изключване на възможни по-тежки причини за симптомите (например епиглотит или чуждо тяло в дихателните пътища). Допълнителни изследвания, като кръвни изследвания, рентген и изследване за култури, не са необходими в повечето случаи. Круп е често срещано заболяване, което се открива при около 15% от децата, обикновено на възраст между 6 месеца до 5 – 6 години. Подрастващите и възрастните рядко получават круп.

## Признаци и симптоми
Симптомите на круп включват „лаеща“ кашлица, хриптене (висок свистящ звук, издаван обикновено при вдишване), предразняване и затруднено дишане и обикновено се влошават през нощта. „Лаещата“ кашлица често се описва като наподобяваща лай на тюлен или морски лъв. Плачът може да влоши хриптенето. Хриптенето може да е признак, че дихателните пътища са стеснени. С влошаване на круп, хриптенето може да намалее.
Други симптоми включват температура, хрема (симптоми, които са типични за настинка) и потъване на кожата между ребрата. Потичането на слюнка от устата или нездравият външен вид обикновено сигнализират за друг вид медицинско състояние.

## Причини
Обикновено се счита, че круп е вирусна инфекция. Някои хора използват термина включително и за остър ларинготрахеит, спазматичен круп, ларингеална дифтерия, бактериалнен трахеит, ларинготрахеобронхит и ларинготрахеобронхопневмония. Първите две заболявания са свързани с вирус и имат по-леки симптоми, а последните четири се дължат на бактерия и обикновено са по-тежки.

### Вирусен
При 75% от случаите причинителят на круп е параинфлуенца вирус главно от тип 1 и 2. Понякога други вируси може да са причинители на круп, като например инфлуенца A и B, морбили, аденовирус и респираторно синцитиален вирус (RSV). Спазматичният круп (круп с лаеща кашлица) се дължи на същата група вируси, както и острият ларинготрахеит, но не се проявява с обичайните признаци на инфекция (като температура, възпалено гърло и увеличен брой на белите кръвни клетки). Лечението и отговорът към лечението са същите.

### Бактериален
Бактериалният круп може да бъде разделен на ларингеална дифтерия, бактериален трахеит, ларинготрахеобронхит и ларинготрахеобронхопневмония. Ларингеалната дифтерия се дължи на Corynebacterium diphtheriae, а бактериалният трахеит, ларинготрахеобронхитът и ларинготрахеобронхопневмонията се дължат първоначално на вирус, а впоследствие на бактериална инфекция. Най-често бактериите, които ги причиняват са Staphylococcus aureus, Streptococcus pneumoniae, Hemophilus influenzae и Moraxella catarrhalis.

## Патофизиология
Вирусната инфекция води до възпаляване на ларинкса, трахеята и големите дихателни пътища с повишен брой на белите кръвни клетки. Възпалението може да затрудни дишането.

## Диагностика
| Признак                     | Брой точки за този признак | Брой точки за този признак | Брой точки за този признак | Брой точки за този признак | Брой точки за този признак | Брой точки за този признак |
| Признак                     | 0                          | 1                          | 2                          | 3                          | 4                          | 5                          |
| --------------------------- | -------------------------- | -------------------------- | -------------------------- | -------------------------- | -------------------------- | -------------------------- |
| Ретракция на гръдната стена | Няма                       | Лек                        | Умерен                     | Тежък                      |                            |                            |
| Хриптене                    | Няма                       | При възбуда                | В покой                    |                            |                            |                            |
| Цианоза                     | Няма                       |                            |                            |                            | При възбуда                | В покой                    |
| Ниво на съзнание            | Нормално                   |                            |                            |                            |                            | Дезориентираност           |
| Дихателни шумове            | Нормални                   | Понижени                   | Подчертано понижени        |                            |                            |                            |

Диагнозата на круп се поставя въз основа на признаците и симптомите. Първата стъпка е да се изключат други състояния, които могат да блокират горните дихателни пътища, особено епиглотит, нещо, което е попаднало в дихателните пътища, субглотисна стеноза, ангиоедем, ретрофарингеален абсцес и бактериален трахеит.
Обикновено не се прави рентген на шийната област, но ако се направи, снимката може да покаже стесняване на трахеята (куловиден признак), тъй като формата на стесняването наподобява църковна кула. В половината от случаите не се наблюдава куловиден признак.
Кръвното изследване и вирусната култура (изследване за наличие на вирус) може да причинят ненужно дразнене на дихателните пътища. Вирусните култури обаче, получени чрез назофарингеална аспирация (процедура, при която се използва тръбичка за всмукване на слуз от носа), може да бъдат използвани, за да се потвърди точната причина. Тези култури обикновено се ограничават до хората, които провеждат изследването. Ако състоянието на болния не се подобри със стандартно лечение, може да се направят допълнителни изследвания, за да се провери за бактерии.
Тежест
Най-често срещаната система за класифициране на тежестта на круп е системата за оценяване на Уесли. Този тест се използва по-скоро за изследователски цели и не толкова в клиничната практика. Той представлява сбор от точките на пет отделни фактора: ниво на съзнание, цианоза, хриптене, дихателни шумове и ретракции. Точките, които се дават за всеки един от факторите са посочени в таблицата вдясно, а крайният резултат може да варира от 0 до 17.
- Общ резултат от ≤ 2 е признак за лек круп. Болният може да има лаеща кашлица и предразняване, но няма хриптене (свистене) при покой.[5]
- Общ резултат от 3 – 5 се класифицира като умерен круп – болният има свистене и няколко други симптома.[5]
- Общ резултат от 6 – 11 е признак за тежък круп. Заболяването се проявява с явно забележимо хриптене, но също и с междуребрено „хлътване“ в областта на гръдната стена.[5]
- Общ резултат от ≥ 12 показва възможна респираторна недостатъчност. На този етап може вече да не се наблюдават лаеща кашлица и свистене.[5]

85% от децата, които посещават спешно отделение са с лека форма на заболяването; тежката форма на круп се среща рядко (<1%).

## Профилактика
Имунизацията (ваксините) за инфлуенца и дифтерия могат да предотвратят круп.

## Лечение
Децата с круп трябва да се поддържат в колкото се може по-спокойно състояние. Обикновено се дават стероиди, а при по-тежки случаи се прилага епинефрин. На децата с кислородно насищане (количеството кислород в кръвта) под 92% трябва да се прилага кислород, а болните с тежка форма на круп трябва да се хоспитализират за наблюдение. Ако е необходим кислород, препоръчва се прилагане на „обдухване“ (като източникът на кислород се държи в близост до лицето на детето), тъй като това причинява по-малко вълнение у детето, отколкото употребата на кислородна маска. При прилагането на лечение при по-малко от 0,2% от хората се налага ендотрахеална интубация (вкарване на тръба във въздухопровода).

### Стероиди
За лечение на круп може да се използват кортикостероиди като дексаметазон и будезонид. Значително облекчаване на симптомите се получава най-малко шест часа след прилагането. Тези лекарства действат както когато се дават перорално (през устата), така и парентерално (чрез инжектиране) или чрез инхалация (вдишване), но за предпочитане е пероралното прилагане. Обикновено е необходима само еднократна доза и това се счита за съвсем безопасно. Дексаметазон в дози от 0,15, 0,3 и 0,6 mg/kg също се счита за еднакво ефикасен.

### Епинефрин
Умерената до тежка форма на круп може да се лекува с небулизиран епинефрин (разтвор за инхалация, който разширява дихателните пътища). Епинефринът обикновено намалява тежестта на симптомите на круп в рамките на 10 – 30 минути, но ефектът от него продължава едва за около 2 часа. Ако състоянието остане подобрено за 2 – 4 след прилагане на лечението и не възникнат никакви други усложнения, детето обикновено може да бъде изписано от болницата.

### Други
Проучвани са и други лечения за круп, но няма достатъчно доказателства, които да подкрепят тяхната употреба. Вдишването на гореща пара или влажен въздух е традиционен метод за самолечение, но от направените клинични проучвания няма доказателства в подкрепа на ефективността на този метод и понастоящем той се използва рядко. Прилагането на лекарство за кашлица, което обикновено съдържа декстрометорфан и/или гуаифенезин, също не се препоръчва. Въпреки че в миналото се е използвало вдишване на хелиокс (смес от хелий и кислород) за облекчаване на затруднението при дишане, съществуват много малко доказателства, които да подкрепят употребата на този метод. Тъй като круп по-често е вирусно заболяване, не се използват антибиотици, освен ако не се подозира наличие на бактерии. При бактериални инфекции се препоръчват антибиотиците ванкомицин и цефотаксим. При тежки случаи, свързани с инфлуенца A или B, може да се прилагат антивирусни инхибитори на неураминидаза.

## Прогноза
Вирусният круп типично е краткотрайно заболяване. Круп рядко води до смърт вследствие на респираторна недостатъчност и/или спиране на сърцето. Симптомите обикновено се подобряват в рамките на два дни, но могат да продължат и до седем дни. Други нечести усложнения включват бактериален трахеит, пневмония и белодробен едем.

## Епидемиология
Около 15% от децата, обикновено на възраст между 6 месеца и 5 – 6 години, заболяват от круп. Круп е причина за около 5% от приетите в болница за тази възрастова група. В редки случаи круп засяга деца в по-ранна възраст от 3 месеца и в по-късна възраст до 15 години. Заболяването засяга момчетата 50% по-често, отколкото момичетата. Круп е по-често явление през есента.

## История
Думата круп идва от ранен съвременен английски език от глагола croup, който означава „плача с дрезгав глас“. Това име е използвано за заболяването за първи път в Шотландия и става популярно през 18 век. Дифтерийният круп е познат още от времето на Омирова Древна Гърция. През 1826 г. Бретоно открива разликата между вирусния круп и круп, който се дължи на дифтерия. Французите наричали вирусния круп „faux-croup“ (лъжлив круп), като използвали термина „круп“ за заболяване, причинено от бактериите на дифтерия. В днешно време предизвиканият от дифтерия круп вече е почти непознат поради наличието на ефективна имунизация.